# Casa consistorial de Minas de Riotinto
La casa consistorial de Minas de Riotinto es un edificio histórico situado en el municipio español de Minas de Riotinto, en la provincia de Huelva, comunidad autónoma de Andalucía. Construido en la primera mitad del siglo XX, acoge desde entonces la sede principal del ayuntamiento riotinteño.

## Descripción
En la década de 1920 la Rio Tinto Company Limited puso en marcha la construcción del poblado de El Valle, que con el tiempo acabaría convirtiéndose en el núcleo urbano del municipio. En la zona de El Valle se levantaron varios edificios de carácter administrativo, como el Ayuntamiento. La casa consistorial se trataba en origen de un edificio de estilo británico, con frontón clasicista y encalado. Sin embargo, con el paso de los años su morfología ha cambiado notablemente tras diversas intervenciones arquitectónicas. Tras su última reforma, a comienzos del siglo XXI, destaca por su decoración en pizarra.